# Dighton, Kansas
Dighton là một thành phố thuộc quận Lane, tiểu bang Kansas, Hoa Kỳ. Năm 2010, dân số của xã này là 1038 người.

## Dân số
Dân số các năm:
- Năm 2000: 1261 người
- Năm 2010: 1038 người